# Menemerus sengleti
Espèce
Menemerus sengleti est une espèce d'araignées aranéomorphes de la famille des Salticidae.

## Distribution
Cette espèce est endémique d'Iran. Elle se rencontre dans les provinces de Kermanchah et du Kohguilouyeh-et-Bouyer-Ahmad.

## Description
La carapace du mâle holotype mesure 2,30 mm de long sur 1,55 mm et l'abdomen 2,75 mm de long sur 1,70 mm et la carapace de la femelle paratype mesure 2,80 mm de long sur 2,00 mm et l'abdomen 2,65 mm de long sur 2,00 mm.

## Systématique et taxinomie
Cette espèce a été décrite par Logunov en 2023.

## Étymologie
Cette espèce est nommée en l'honneur d'Antoine Senglet.

## Publication originale
- Logunov, 2023 : « On the jumping spiders (Araneae: Salticidae) from Iran collected by Antoine Senglet (1927–2015). » Arachnology, vol. 19, no 4, p. 732-768.